# خط طول 47° غرب
خط طول 47° غرب هو أحد خطوط الطول الجغرافية، والتي تمتد من القطب الشمالي الجغرافي إلى القطب الجنوبي الجغرافي، وحسب التحويل الزمني يتأخر خط طول 47° غرب عن خط غرينتش بـ3 ساعات و8 دقائق.

## من القطب إلى القطب
ينطلق خط طول 47° غرب من القطب الشمالي نحو القطب الجنوبي مرورا بالمناطق التي ترد في الجدول التالي:
| الإحداثيات                         | البلد أو الإقليم أو البحر | ملاحظات |
| ---------------------------------- | ------------------------- | --- |
| 90°0′N 47°0′W / 90.000°N 47.000°W  | المحيط المتجمد الشمالي    | |
| 83°41′N 47°0′W / 83.683°N 47.000°W | بحر لنكولن                | |
| 82°55′N 47°0′W / 82.917°N 47.000°W | جرينلاند                  | Elison Island |
| 82°52′N 47°0′W / 82.867°N 47.000°W | المحيط المتجمد الشمالي    | |
| 82°39′N 47°0′W / 82.650°N 47.000°W | جرينلاند                  | Island of جزيرة ناريس [لغات أخرى]‏ |
| 82°23′N 47°0′W / 82.383°N 47.000°W | Victoria Fjord            | |
| 82°9′N 47°0′W / 82.150°N 47.000°W  | جرينلاند                  | |
| 60°45′N 47°0′W / 60.750°N 47.000°W | المحيط الأطلسي            | |
| 0°45′S 47°0′W / 0.750°S 47.000°W   | البرازيل                  | بارا مارانهاو — from 3°32′S 47°0′W / 3.533°S 47.000°W توكانتينس — from 8°3′S 47°0′W / 8.050°S 47.000°W Maranhão — for about 16 km from 8°55′S 47°0′W / 8.917°S 47.000°W Tocantins — from 9°3′S 47°0′W / 9.050°S 47.000°W غوياس — from 13°5′S 47°0′W / 13.083°S 47.000°W ميناس جرايس — from 15°56′S 47°0′W / 15.933°S 47.000°W ساو باولو (ولاية) — from 21°20′S 47°0′W / 21.333°S 47.000°W |
| 24°20′S 47°0′W / 24.333°S 47.000°W | المحيط الأطلسي            | |
| 60°0′S 47°0′W / 60.000°S 47.000°W  | المحيط الجنوبي            | |
| 77°46′S 47°0′W / 77.767°S 47.000°W | القارة القطبية الجنوبية   | المطالب الإقليمية بالقارة القطبية الجنوبية by both الأرجنتين (المقاطعة الأرجنتينية بالقارة القطبية الجنوبية) and المملكة المتحدة (المقاطعة البريطانية بالقارة القطبية الجنوبية) |